# 八戸市立南浜中学校
八戸市立南浜中学校（はちのへしりつみなみはまちゅうがっこう）は、青森県八戸市大字鮫町にある公立中学校。

## 沿革
- 1953年（昭和28年）
  - 4月1日 - 種差中学校（3学級）と大久喜中学校（3学級）が統合し、南浜中学校開校。開校時点の生徒数は110名[1]。
  - 5月30日 - 3教室新築落成[1]。
- 1954年（昭和29年）
  - 6月30日 - 3教室増築落成[1]。
  - 7月13日 - 開校式挙行。
- 1957年（昭和32年）5月18日 - 体育館落成[1]。
- 1959年（昭和34年）12月21日 - 校歌制定[1]。
- 1963年（昭和38年）6月5日 - 制服制定[1]。
- 1978年（昭和53年）7月14日 - 新校舎落成記念式典挙行。
- 1994年（平成6年）6月29日 - 創立40周年記念と校舎増改築落成記念の両式典挙行。
- 2013年（平成25年）11月8日 - 創立60周年記念式典挙行。

## 生徒数
- 2022年（令和4年）5月1日時点

| 学年 | 1年 | 2年 | 3年 | 特別支援 | 合計 |
| ---- | --- | --- | --- | -------- | ---- |
| 学級 | 1   | 1   | 1   | 0        | 3    |
| 生徒 | 8   | 7   | 11  | 0        | 26   |

### この節の出典
- 学校カルテ（八戸市立南浜中学校） (PDF)  - 八戸市（沿革もこちらから参照）
- Gaccom八戸市立南浜中学校（生徒数）

## 通学区域
- 八戸市立種差小学校の通学区域
  - 深久保
  - 棚久保
  - 種差
- 八戸市立大久喜小学校の通学区域
  - 法師浜
  - 大久喜
- 八戸市立金浜小学校の通学区域
  - 金浜

## 周辺
- 青森県道1号八戸階上線
- JR八戸線大久喜駅
- 太平洋
  - 種差海岸

## アクセス
- 八戸市営バス「南浜中学校前」バス停下車。
  - 「C5」系統・（岬台団地北口経由）中心街（朔日町）行
  - 「3」系統・旭ヶ丘営業所行
  - 「M15」系統・金浜小学校前行
  - 「35」系統・（砂森・光星高校経由）市民病院行（平日のみ運行）
  - 「20」系統・（岬台団地北口経由）鮫行（土休日のみ運行）
- JR八戸線大久喜駅から、徒歩約155m・約数分。